# Santa Teresa (Rio de Janeiro)
Santa Teresa è un quartiere (bairro) della zona centrale della città di Rio de Janeiro in Brasile.

## Amministrazione
Santa Teresa fu istituito come bairro a sé stante il 23 luglio 1981 e corrisponde geograficamente alla omonima Regione Amministrativa XXIII del municipio di Rio de Janeiro di cui è l'unico bairro (quartiere).